# Ehrbarkeit
Ehrbarkeit bezeichnet eine Gesellschaftsschicht, die sich im ausgehenden Mittelalter und der frühen Neuzeit herausbildete.
Sie stellte die städtische Oberschicht dar, die sich durch berufsständische (Patrizier, Großkaufleute und Gelehrte), besitzständische (Reichtum) und geburtsständische (Adel) Kriterien von den anderen sozialen Schichten abhob. Zu unterscheiden ist zwischen einer Ehrbarkeit der Familien und einer individuellen Ehrbarkeit, die durch Bildung, wirtschaftliche oder andere Verdienste erworben wurde.
Auch Ausburger (Pfahlburger), Ministeriale und selbst freie Bauern konnten ursprünglich zur Ehrbarkeit aufsteigen. Faktoren für die Erreichung der Ehrbarkeit waren der Grad des Reichtums, die Stiftungsfreudigkeit gegenüber der Stadt, Verdienste um die Stadt, die Bekleidung eines bzw. die Berufung in ein Ehrenamt, kaiserliche Wappenverleihung etc.
Doch während Sprösslinge aus Patrizier- und Adelsgeschlechtern automatisch in die Ehrbarkeit hineingeboren wurden, herrschte unter den Söhnen von Bürgern, welche die individuelle Ehrbarkeit erlangt hatten, ein harter Konkurrenzkampf, durch Bildung, Beziehungen oder wirtschaftliche Leistung in diesen elitären Kreis zu gelangen. Und auch unter den Ehrbaren gab es Hierarchien. So waren nicht alle ehrbaren Bürger ratsfähig.

## Württembergische Ehrbarkeit
In Württemberg bestand die Ehrbarkeit um 1500 aus rund 60 miteinander versippten Bürgerfamilien, von denen etwa die Hälfte adelsgleich war. Macht und Reichtum hatten sie erlangt durch Grundbesitz, Weinbau und Weinhandel. Sie genossen Privilegien wie Befreiung bzw. Reduzierung von Steuern und Lasten.
Das Stadtgericht, neben dem Rat eine der beiden Kammern des Magistrats in den altwürttembergischen Amtsstädten, bildete den Eingang zur Ehrbarkeit. Wer einen Sitz im amtsstädtischen Magistrat erlangen wollte, musste einerseits über das entsprechende familiäre Geflecht verfügen sowie andererseits situiert genug sein. Die Ämter als Verwaltungsbezirke wurden in der Regel aus einer Stadt, der Amtsstadt und den umliegenden Ortschaften strukturiert. Zwölf wohlhabende, der Oberschicht zugehörige Männer bildeten das amtsstädtische Gericht. Als sogenannte Gerichtsverwandte oder Richter übten sie die Hochgerichtsbarkeit im gesamten Amt aus, waren als Appellationsgericht für die dem Amt eingegliederten Dorfgerichte zuständig und bildeten die Stadtregierung. Das anfänglich durch einen herzoglichen Vogt, später Amtmann, nachfolgend Oberamtmann geleitete und beaufsichtigte Stadtgericht verfügte nach vorgegebenem Rahmen in Polizei- sowie Verwaltungsangelegenheiten durchaus über legislative Befugnisse.
Die überregionale Bedeutung der Ehrbarkeit in den Amtsstädten lag darin, dass es in Altwürttemberg bis zur Mitte des 17. Jahrhunderts nahezu ein Privileg der Stadtmagistrate war, die Landschaftsdeputierten der Ämter zu küren.
Ehrbar als Titulierung verlor zu Anfang des 15. Jahrhunderts seine Wertigkeit und wurde seit dieser Zeit den Familien, aber auch Söhne der Gerichts- und Ratsverwandten als Prädikat beigelegt. Unter der Ehrbarkeit wurde zu Anfang des 15. Jahrhunderts also die politische Führungsschicht in den Städten verstanden. Im ausgehenden 15. Jahrhundert verdrängte die Ehrbarkeit den Adel aus der Bezirksverwaltung bis auf das dem Adel vorbehaltene, militärische Amt des Obervogts.
Württemberg war um 1500 „im Sog Habsburgs“ (Dieter Mertens); Herzog Ulrich versuchte daraus auszubrechen. Da der Schwäbische Bund ein Instrument der habsburgischen Interessenvertretung war, suchte Ulrich sich der Einbindung in dieses Militärbündnis zu entziehen. Kaiser Maximilian I. stärkte 1514 durch den Tübinger Vertrag die Landstände gegen den Herzog. Dieser „kam zu der Überzeugung, dass er sich der Führungsschicht der Ehrbarkeit entledigen müsse,“ um eine von Habsburg unabhängige Politik betreiben zu können.
Mehrere prominente Personen der Ehrbarkeit ließ er nach Hochverratsprozessen und unter Folter erpressten Geständnissen hinrichten. Als Ulrich 1519 die Reichsstadt Reutlingen eroberte und daraufhin vom Schwäbischen Bund besiegt und vertrieben wurde, kam Württemberg unter habsburgische Verwaltung. Diese stützte sich seit 1520 auf die durch Ulrich entmachtete Ehrbarkeit, die Habsburg gegenüber loyal und zugleich in Politik und Verwaltung erfahren war. Nach dem Bauernkrieg (Schlacht bei Böblingen, 12. Mai 1525) wurde der siegreiche Feldherr des Schwäbischen Bundes, Truchsess Georg von Waldburg, neuer Statthalter Habsburgs in Württemberg. Ihn und weniger den Erzherzog Ferdinand betrachtete die Ehrbarkeit als ihren Beschützer gegen Herzog Ulrich und seine Anhänger im Lande.
Die württembergische Ehrbarkeit besaß eine besondere Qualität, da der Adel im Herzogtum Württemberg durch die Hinwendung zum Protestantismus von Herzog Ulrich anno 1534 praktisch verschwand, da die ehemals landsässigen Adelsgeschlechter weitgehend katholisch geblieben waren, sich dem Kaiser direkt unterstellt hatten und sich als Reichsritter nicht mehr dem württembergischen Herzog verpflichtet sahen. An seine Stelle traten die in der württembergischen »Landschaft« (Landtag) vertretenen Angehörigen des Stadtbürgertums und der protestantischen Geistlichkeit. Die Ehrbarkeit stand in Divergenz zur absolutistischen Machtentfaltung der württembergischen Herzöge. Sie soll sogar selbst einen »zweiten Absolutismus« geschaffen haben, der neben dem des Landesherrn anstand.
Von 1538 an bestand die Landschaft nur mehr aus evangelischen Mitgliedern. Auf 70 bis 80 Landtagssitze belief sich die Größe der Landschaft in Altwürttemberg vom 16. bis 18. Jahrhundert. Mehr als 60 dieser Landtagsmandate befanden sich fest in städtischer Hand. Nachdem sich die Mehrheit der katholischen Priester geweigert hatte zu konvertieren und das Land verlassen hatte, war es nicht mehr möglich, alle Pfarrstellen zu besetzen. Daher wurde in Württemberg ein Bildungssystem ins Leben gerufen, das auf den drei Stufen Lateinschule – Klosterschule – Evangelisches Stift Tübingen basierte und für den Nachwuchs evangelisch-lutherischer Geistlicher sorgte. Das bestandene Landexamen, das jeder württembergische Absolvent der Klosterschule ablegen durfte, berechtigte nach erfolgreichem Abschluss zur Aufnahme und Weiterbildung ins Tübinger Stift, zum Studium der evangelisch-lutherischen Theologie. Nach dem Abschluss des Theologiestudiums öffnete sich für die Theologen der Aufstieg in die »Ehrbarkeit«.
Jedoch reproduzierte sich der altwürttembergische Pfarrerstand selbst. So waren die Söhne der Bauern oder Handwerker im 18. Jahrhundert aus den zur Theologenausbildung gehörenden Fördersystemen im Herzogtum Württemberg exkludiert. Ein Handwerkersohn, dem es gelang, in den Genuss der staatlichen Ausbildungsförderung für die geistliche Laufbahn zu kommen, musste besonders begabt sein. Hingegen waren es die Pfarrerssöhne, die von der staatlich finanzierten Pfarrerausbildung im Herzogtum profitierten.
Aus dem geistlichen Stand waren jedoch lediglich die Prälaten, worunter die Äbte der württembergischen Klöster als Spitze der lutherischen Geistlichkeit im Herzogtum verstanden wurden, landtagsfähig. Die geistliche Bank der Landschaft umfasste 14 Sitze.
Handwerkschirurgen, Barbiere und Bader übten ein im Mittelalter als unehrlich geltendes Handwerk aus, wodurch sie keine öffentlichen Ämter bekleiden durften. Interessant ist die Tatsache, dass die Träger dieser Gesundheitsberufe später vielfach einen Sitz im amtsstädtischen Magistrat einnahmen und dadurch in die altwürttembergische Ehrbarkeit avancierten. Außerdem fanden sich Chirurgen, Barbiere sowie Bader mit ehrbaren Familien versippt oder bekleideten sogar die oberste und bedeutendste autonom durch den Magistrat besetzte städtische Charge des Amtsbürgermeisters.

## Weitere Bedeutungen
Mit der Entwicklung der neuzeitlichen Ständeordnung erfuhr die Bezeichnung »ehrbar« eine Ausweitung, und das patrizische Stadtbürgertum bildete bald eine eigene Gesellschaftsschicht zwischen dem gemeinen Stand und dem »edlen« oder adligen Stand. Als Geldadel war sie noch im 19. Jahrhundert in den Hansestädten Hamburg, Bremen und Lübeck vorhanden und wurde beispielsweise 1901 in Thomas Manns Familienroman Buddenbrooks: Verfall einer Familie thematisiert. Grundvoraussetzung für Ehrbarkeit war die Freiheit der Familie sowie das Recht auf das Führen eines eigenen Wappens. Von ihr ist auch die »Ehrbarkeit« als allgemeine ethisch-moralische oder juristisch-politische Eigenschaft einer Person oder Personengruppe abgeleitet.
Sprachlich erhalten hat sich die Eigenschaft »ehrbar« in der heute scherzhaften oder ironischen Aussage, jemand sei ein ehrbarer Bürger, wobei aber der Hintergrund des ehemaligen eigenen Standes verloren ging.
Eine andere Form von Ehrbarkeit bezieht sich auf die Verhaltensnormen innerhalb der Gesellschaft oder innerhalb von Zünften, wo sie im Gegensatz zu auf der Wanderschaft befindlichen Gesellen, den Fremdgeschriebenen, steht. In diesem Sinne meint Ehrbarkeit eigentlich die Wohlanständigkeit. Bei schweren Verstößen kam es in den Zünften zur Verhängung einer Ehrenstrafe.
Öffentliche Ehrbarkeit (honestas publica) bezeichnet im Eherecht der katholischen Kirche ein Ehehindernis, das auf einer Quasi‑Schwägerschaft beruht.